# XVI Corpo de Exército (Alemanha)
Foi criado em Fevereiro de 1938 em Berlim. O XVI Corpo de Exército foi modificado para 4º Panzergruppe em 22 de Junho de 1941.

## Comandantes
| Comandante                             | Data                                        |
| -------------------------------------- | ------------------------------------------- |
| Generaloberst Erich Hoepner            | (1 Setembro de 1939 - 15 Fevereiro de 1941) |
| General der Kavallerie Philipp Kleffel | (Julho de 1944 - ??)                        |

## Área de Operações
- Polônia (Setembro de 1939 - Maio de 1940)[2]
- França (Maio de 1940 - Fevereiro de 1941)

## Membros Notáveis
- Erich Hoepner (Ativo na resistência contra Hitler e executado após a falha do Golpe de 20 de Julho)

## Serviço de Guerra
| Data                  | Exército     | Grupo de Exército | Lugar                    |
| --------------------- | ------------ | ----------------- | ------------------------ |
| Setembro 39           | 10º Exército | Süd               | Radom, Warschau          |
| Dezembro 39           | 6º Exército  | B                 | Niederrhein              |
| Janeiro 40            | 6º Exército  | B                 | Niederrhein              |
| Maio 40               | z. Vfg.      | B                 | Belgica, Norte da França |
| Julho 40              | z. Vfg.      | BdE               | Heimat                   |
| Setembro 40           | 18º Exército | B                 | Prussia Oriental         |
| Janeiro 41            | 18º Exército | B                 | Prussia Oriental         |
| após restabelecimento |              |                   |                          |
| Julho 44              | 16º Exército | Nord              | Düna, Riga, Kurland      |
| Janeiro 45            | 16º Exército | Nord              | Kurland                  |
| Fevereiro 45          | 16º Exército | Kurland           | Kurland                  |

## Organização
1 de Setembro de 1939
- 1ª Divisão Panzer
- 3ª Divisão Panzer
- 14ª Divisão de Infantaria
- 31ª Divisão de Infantaria

27 de Novembro de 1939
- 7ª Divisão de Infantaria
- 31ª Divisão de Infantaria
- 14ª Divisão de Infantaria
- 3ª Divisão Panzer

1 de Dezembro de 1939
- 7ª Divisão de Infantaria
- 31ª Divisão de Infantaria
- 14ª Divisão de Infantaria

8 de Junho de 1940
- 3ª Divisão Panzer
- 33ª Divisão de Infantaria
- 4ª Divisão Panzer
- 4ª Divisão de Infantaria
- SS-Verfügungstruppe
- SS-Regiment "Adolf Hitler"

1 de Janeiro de 1941
- 6ª Divisão Panzer
- 1ª Divisão Panzer
- Panzer-Abteilung (F) 101

16 de Setembro de 1944
- 81ª Divisão de Infantaria
- 93ª Divisão de Infantaria

1 de Março de 194
- 21. Luftwaffen-Feld-Division
- 81ª Divisão de Infantaria